# 錫涅耶湖 (克拉斯諾戈羅茨克區)
56°36′15″N 28°02′25″E / 56.6042°N 28.0403°E
錫涅耶湖（俄语：Синее），是俄羅斯的湖泊，位於該國西北部，由普斯科夫州負責管轄，處於克拉斯諾戈羅茨克區，面積1.9平方公里，集水區面積1,300平方公里，平均水深4米，最大水深6米。